# Цісак Андрій Володимирович
Андрій Володимирович Цісак — український військовослужбовець, полковник 107 ОБрТрО Збройних сил України, учасник російсько-української війни. Лицар ордена Богдана Хмельницького III ступеня (2016).

## Життєпис
З 2014 року брав участь в антитерористичній операції на Донбасі.
Станом на 2020 рік — начальник штабу- перший заступник командира 107 окремої бригади територіальної оборони.
Від 2021 по 2024 командир 107 окремої бригади територіальної оборони.  

## Нагороди
- орден Богдана Хмельницького III ступеня (16 лютого 2016) — за особисту мужність і високий професіоналізм, виявлені у захисті державного суверенітету та територіальної цілісності України, вірність військовій присязі[4].
- Почесна відзнака Чернівецької обласної державної адміністрації «На славу Буковини» (14 жовтня 2020)[5].

## Військові звання
- полковник;
- підполковник;
- майор.